# Nikola Zrinski

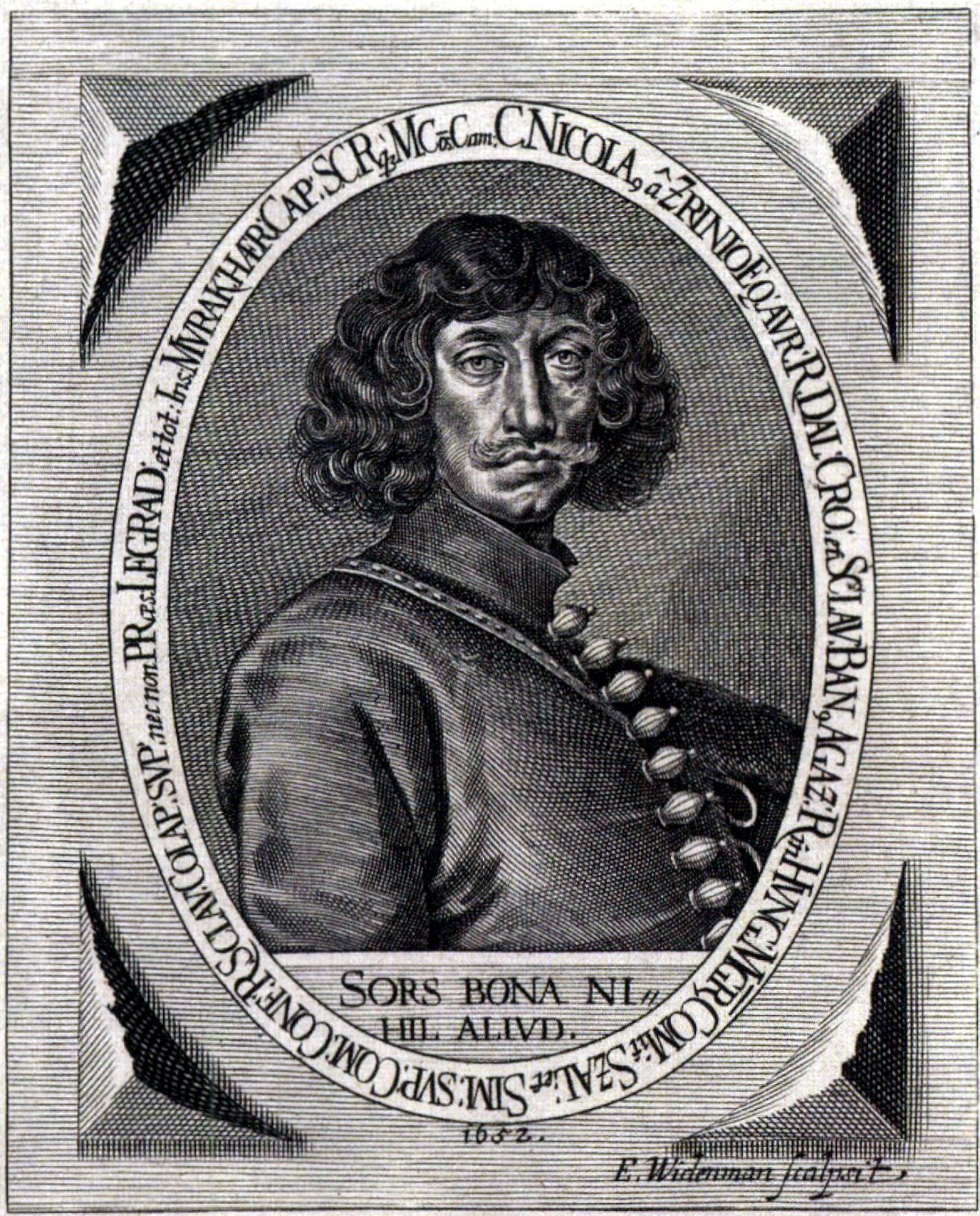
Nikola Zrinski (1620-1664)

Nikola Zrinski, chorw. Nikola VII Zrinski, węgr. Zrínyi Miklós (ur. 5 stycznia 1620, zm. 18 listopada 1664) – szlachcic chorwacki i węgierski, ban chorwacki, bohater walk z Turkami, polityk i poeta.

## Życiorys
Pochodził z dawnego, katolickiego rodu chorwackiego, wsławionego od pokoleń w walkach z Turcją. Był potomkiem bohaterskiego obrońcy twierdzy w Szigetvárze, bana Nikoli Šubicia Zrinskiego. Z czasem został przywódcą węgierskiej partii narodowej, jednoczącej zarówno magnatów katolickich, jak i protestancką szlachtę węgierską przeciwko habsburskiemu uciskowi i kolonialnej polityce dworu wiedeńskiego na Węgrzech.
Koncepcja polityczna, z jaką w połowie XVII wieku wystąpił Zrinski, zawierała szeroki program walki o polityczną niezależność Węgier. O ile dla książąt siedmiogrodzkich istniało przede wszystkim zagrożenie ze strony Austrii, a dla sprzymierzeńców Habsburgów w Królestwie Węgierskim niebezpieczeństwo tureckie, dla Zrinskiego wrogami byli zarówno Turcy, jak i dwór habsburski. Koncepcję państwa węgierskiego niezależnego od obu tych sąsiadów propagował w swojej twórczości literackiej i artystycznej. W latach 1645–1647 napisał wielki epos o obronie Szigetváru, a w następnych latach opublikował szereg rozpraw, w których wzywał do jedności narodowej i do poświęcenia prywaty w imię wolnej ojczyzny.
Zrinski był również jednym z najzdolniejszych dowódców i pierwszych węgierskich teoretyków wojskowości. Propagował konieczność utworzenia stałej węgierskiej siły zbrojnej, opartej głównie na szerokich masach chłopskich, mieszczańskich i hajdukach. W 1651 roku opracował plany wojny wyzwoleńczej z Turkami, jednak kiedy wojna taka rzeczywiście wybuchła w 1663 roku, dwór wiedeński oskarżył właśnie Zrińskiego o jej sprowokowanie.
Po „haniebnym” pokoju z Turkami w Vasvár w 1664 roku nie poparł stronnictwa Franciszka Wesselényiego, skłonnego szukać zbliżenia z Turcją przeciwko Habsburgom. Starał się związać sprawę niepodległości Węgier z antyhabsburskim kursem króla Francji Ludwika XIV, jednak w trakcie dyskretnych rokowań z posłem francuskim zginął nagle w wypadku podczas polowania.
Na jego cześć nazwano węgierską haubicę szturmową z okresu II wojny światowej 40/43.M Zrínyi II.